# 克非尔

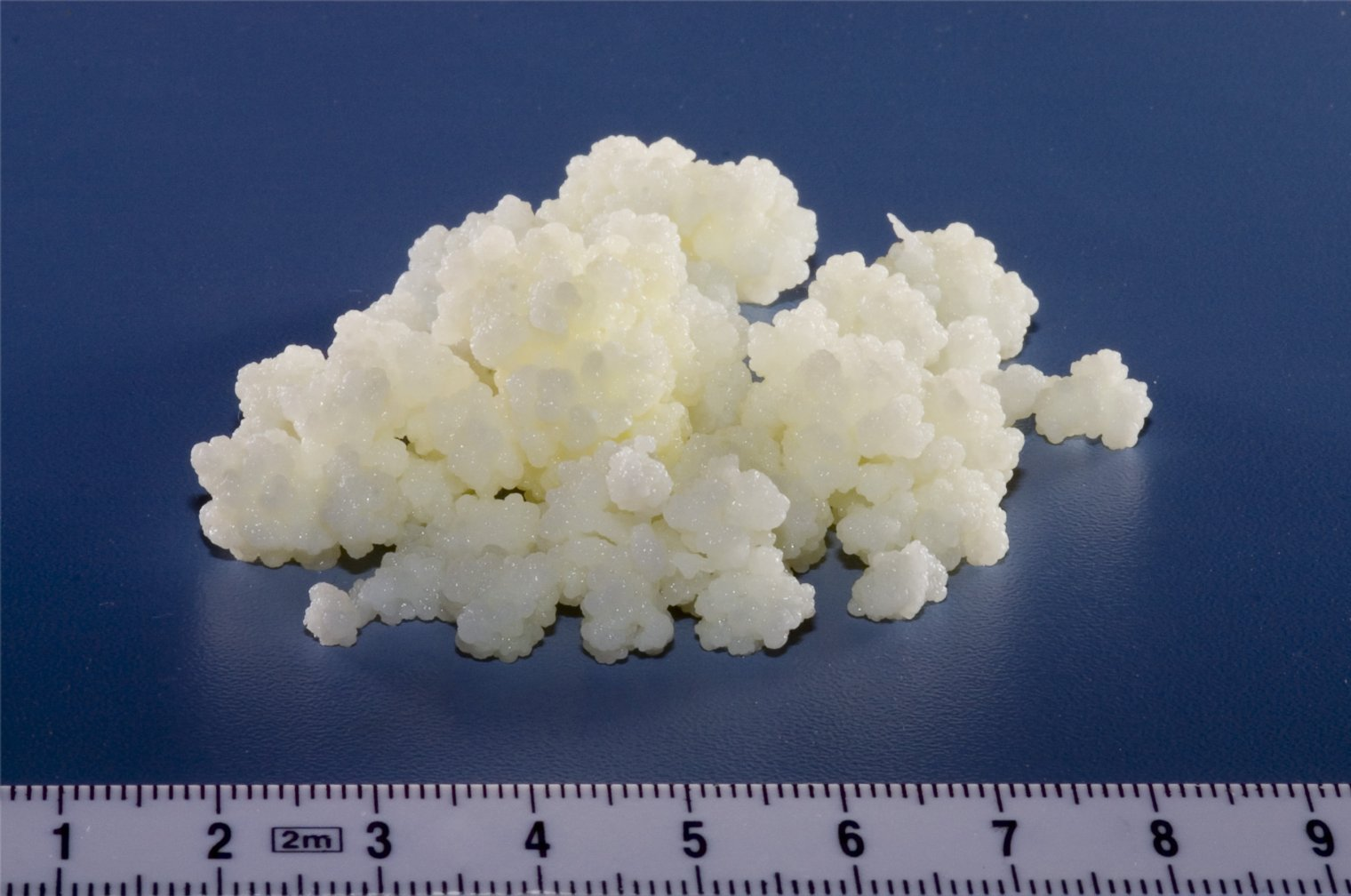
克菲尔颗粒

克非尔（英語： 或 ，也译为克菲爾、开菲尔），又称为牛奶酒、鹹酸奶，是发源于高加索的发酵牛奶饮料。
这种饮料是通过在牛奶或羊奶上接种克非尔粒（克非尔珠）制作的。克非尔粒是由蛋白质、脂质和糖组成的基质上细菌和酵母菌的复合体。嗜酸乳杆菌和克非尔酵母菌被广泛使用，尽管细菌和酵母菌的准确的组成在不同的地区还是有很大的差异。在室温条件下，克非爾在一天或更多的时间中逐漸发酵，產出帶有酸味、充满碳酸气、並帶有微量乙醇的優格。然而，大多数出售的美国克非尔即不含碳酸气，也不含酒精，和酸奶差不多。在其他地方也许有具有酒精却没有碳酸气的克非尔。
克非尔的生长在其他不同液体的变种存在，这些变种无论从外观还是微生物的组成与克非尔都可能有相当大的区别。水克非尔是室温下在糖水、乾水果如无花果和柠檬的果汁中發酵一天或更多的时间的饮料。
由于克非尔中有少量的酒精，一些人认为克非尔可以治疗宿醉。

## 克非尔的生产

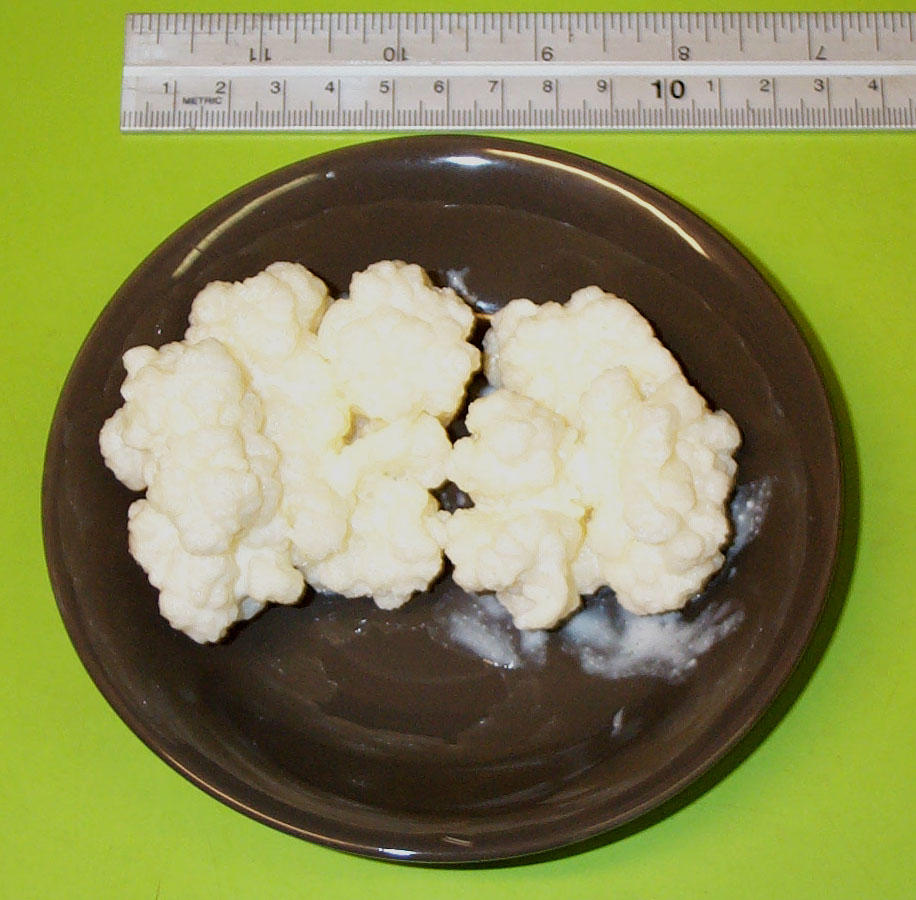
90克克非尔粒

制造克非尔需要活的细菌和酵母菌菌种。菌种可以通过购买克非尔起子，或通过从一个菌种上分离下来。克非尔菌种形成橡胶状小块，看起来像菜花上的小花，小的有小玉米粒大小，大的有小李子大小。随着制造的克非尔越来越多，菌种将长大，最终可以将菌种一分为二。这样就可以或一次制造来两批，或将一部分脱水进行保存，或把菌种送给亲友。商场上可以买到的瓶装克非尔和粉末状酵母起子含有从克非尔块，或母块上分离下来的细菌和酵母菌，而这些细菌和酵母菌将不会自然地形成克非尔块或母块。克非尔块只能通过从现有的克非尔块繁殖。克非尔颗粒在成长的特定阶段将渗出清澈的活灰黄色凝胶，被称为克非尔基质（一种多糖），它将增进克非尔的口感。
在发酵的牛奶中，克非尔块会浮在上面，在饮用和制造下一批之前需要舀出。把发酵牛奶的一部分带到下一批是可以的。在制造下一批前，清洗你制造克非尔的容器。不要沖洗克非尔菌种，特别是用自来水。
这一简单方法存在许多不同的变种，许多人宣称这一種比那一种要好些；但是不同菌种在牛奶的发酵中呈现不同的数量。因此只要保持菌生存制造克非尔没有所谓的正确方法。
根据牛奶的量和克非尔块的大小，经过12-36小时你的牛奶将发酵成为糊状物或稀的酸奶。更多的菌种、更少的牛奶会使发酵更快。经过更长的时间，克非尔将分离成块状物（凝乳）和稀的黄色的液体（乳清），这种情况不宜食用，但可以用来制造软奶酪。
室温或更高一点的温度是制造克非尔德理想条件。在用过的果酱或泡菜的广口瓶中制造克非尔就很好。发酵的结果会产生二氧化碳，所以紧闭的盖子会导致压力的升高。切忌将克非尔放到阳光直射的地方。温暖的电冰箱顶或炉子上方的橱柜是比较理想的场所。不要使用金属制品接触菌落，否则克非尔中的酸会与金属发生反应，导致金属的摄入。虽然不锈钢不存在这种问题，但使用玻璃或塑料的器具会更好。在温暖和炎热的气候环境中，最好把白天菌落放入冰箱，晚上拿出来放到台子上，以调整温度。
暂停制造克非尔也是一件容易的事情。把克非尔放入冰箱直到需要制造时再拿出来。若需开始制造克非尔，将其从冰箱中拿出，菌种便将开始生长。这种方法并不一定总是奏效。如果要长期存储或保留备份，可以用凉开水冲洗克非尔块，在室温下放置几天使其脱水，然后置于密封袋中，放在冰箱储藏。这些脱水的克非尔块呈黄色并可以存放许多月。重新激活这些脱水的克非尔，需要开始以正常的方式制造克非尔。在最初的几天中，将不会产生正常的克非尔。每天更换牛奶，但不要饮用产生的克非尔，直到产生的克非尔在观感和气味上恢复正常。克非尔需要重新生长阶段以在菌种中重新建立细菌的平衡。

## 克非尔的饮用
很多人都认为直接饮用克非尔太酸了，更愿意加入水果、蜂蜜、楓糖浆或其他风味或甜味剂。冻香蕉、草莓、藍莓或其他水果可以与克非尔由食物搅拌机混合在一起，做成雪泥果汁。

## 不同种类的奶
克非尔粒可以成功地发酵几乎所有哺乳动物所产的奶，并能在其中继续生长。典型的奶包括牛奶、山羊奶、绵羊奶，每一种在感官上和营养上都有所不同。
此外，克非尔粒可以发酵非哺乳动物的“奶”，比如豆浆、米浆和椰浆，同样可以发酵其他含糖液体包括果汁、椰汁、麦芽汁和姜汁酒。但是，克非尔在这些液体中会停止生长，所以最好只是在有额外的克非尔粒的情况下才进行这些液体的发酵。
豆浆是个例外，据说克非尔粒在豆浆中会不断生长，但将变为灰黄色，并且也只有豌豆大小。

### 引用
1. ↑  .   [2006-07-27]. （原始内容存档于2006-12-08）.